# Carex chichijimensis
Carex chichijimensis là một loài thực vật có hoa trong họ Cói. Loài này được Katsuy. mô tả khoa học đầu tiên năm 2008.

## Hình ảnh

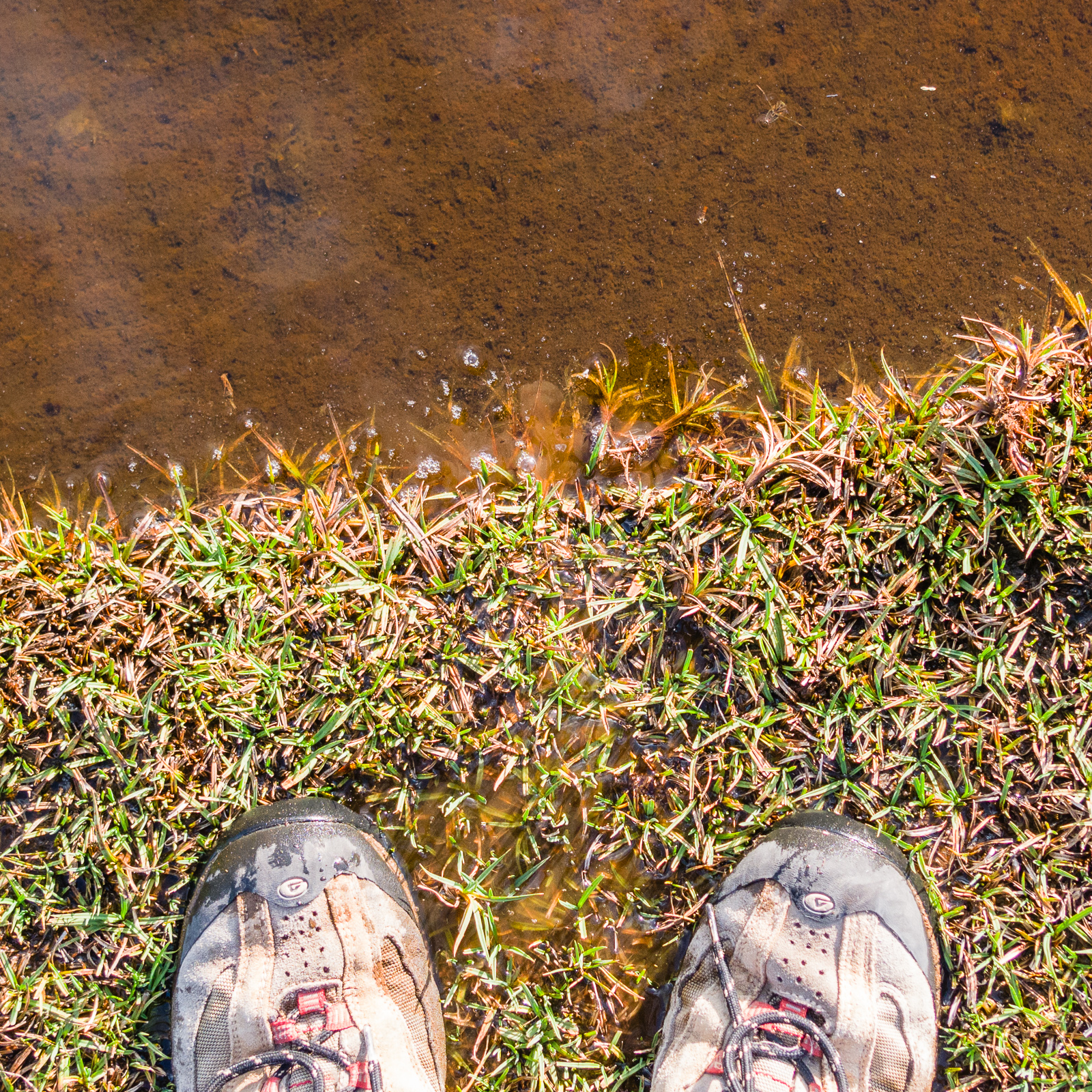
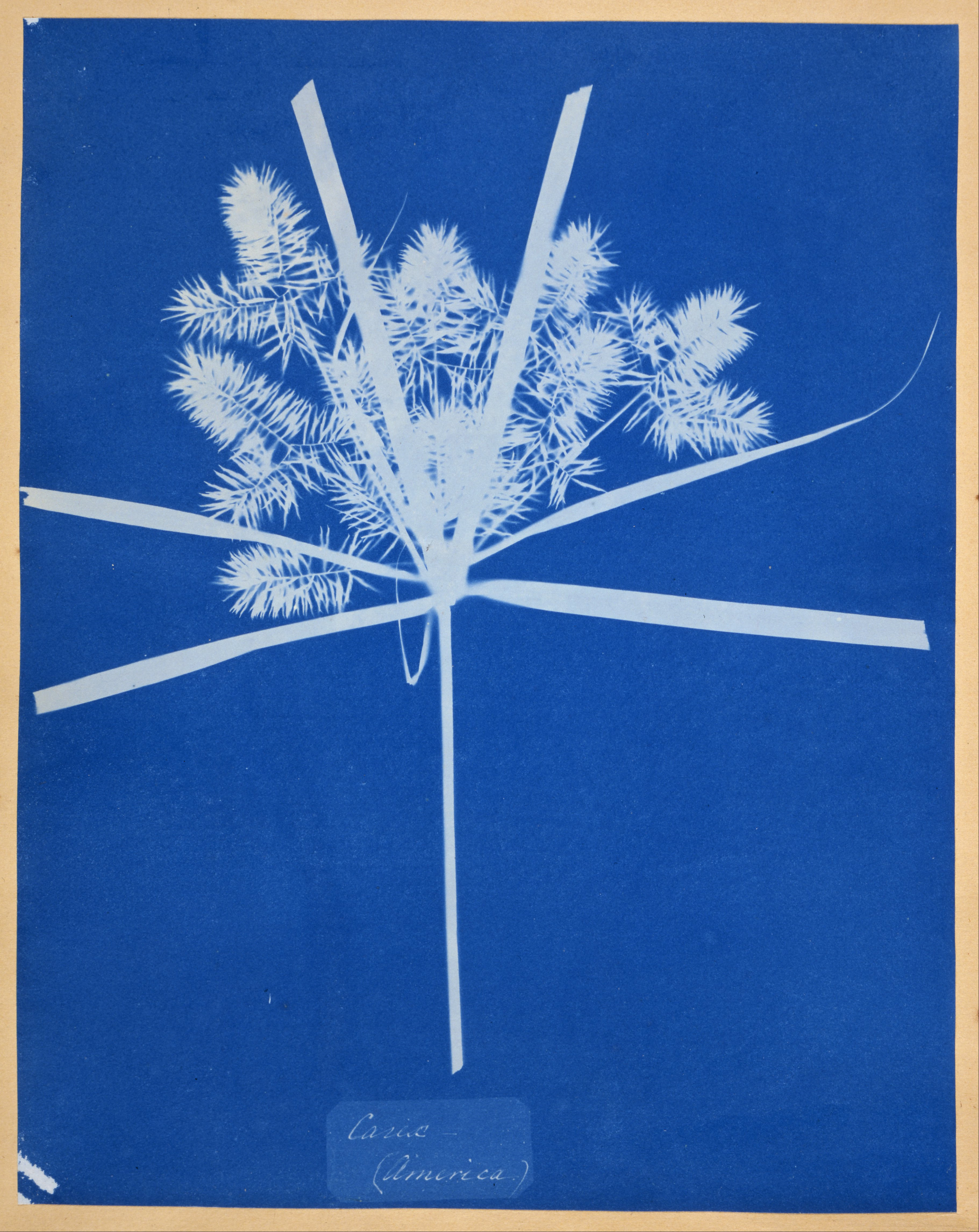
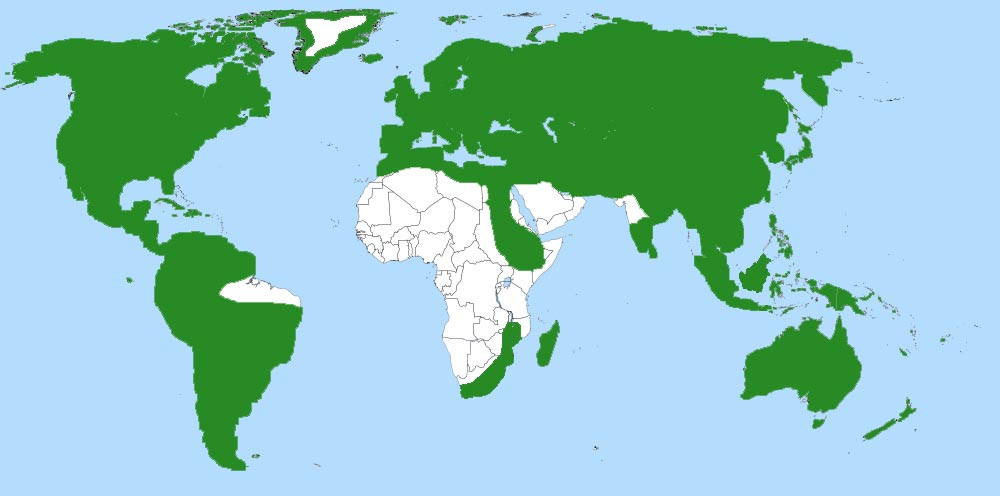
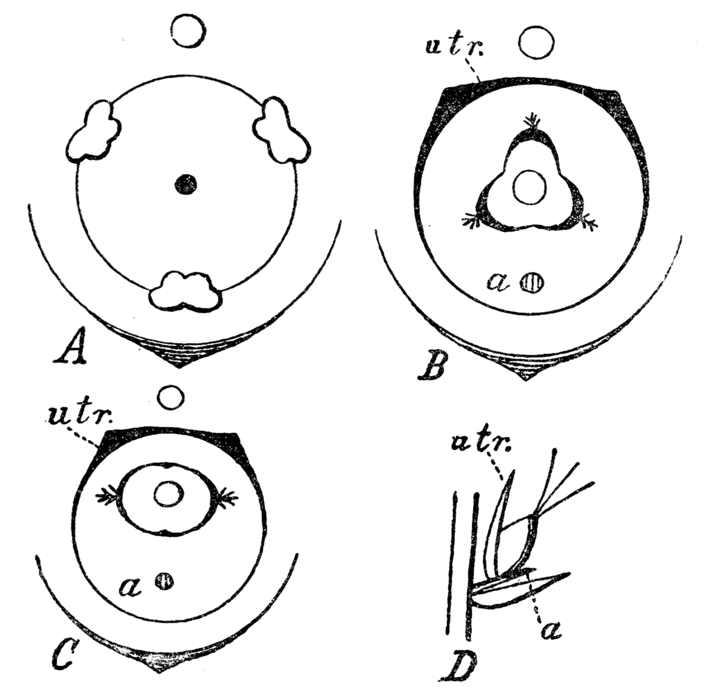